# Prosqualodon
Genre
Synonymes
- Postsqualodon Stromer, 1908[1]

Espèces de rang inférieur
- †Prosqualodon australis Lydekker, 1894
- †Prosqualodon davidis Flynn, 1923
- †Prosqualodon hamiltoni Benham, 1937

Prosqualodon est un genre fossile de cétacés de la famille des Squalodontidae, du Miocène précoce à moyen d'Argentine, d'Australie, de Nouvelle-Zélande et du Venezuela.

## Description

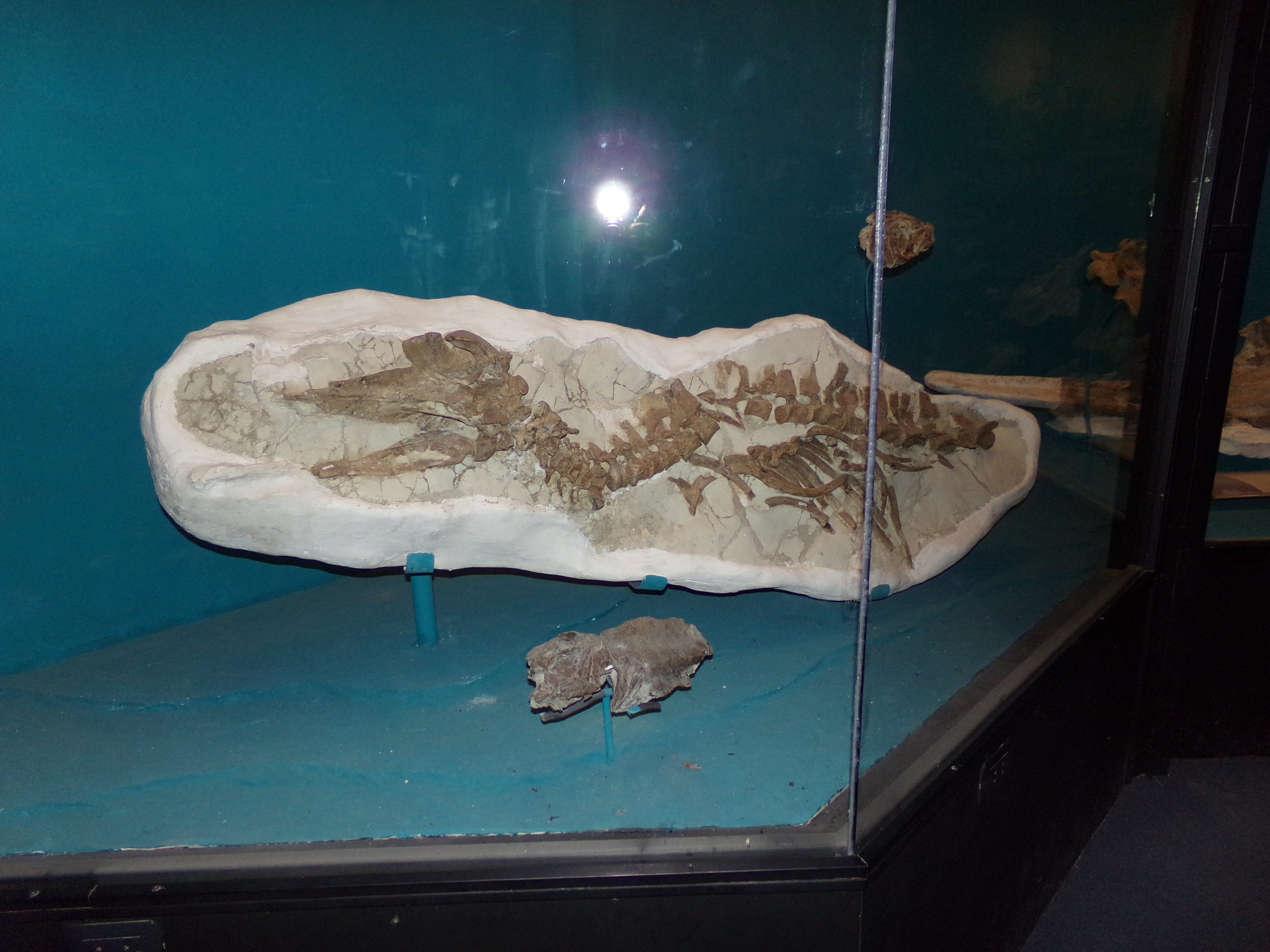
Squelette de Prosqualodon australis.

Prosqualodon est apparenté aux baleines à dents modernes. Il mesure environ 2,3 m de long et ressemblait à un dauphin. Les longues mâchoires ont des dents imbriquées qui s'avancent vers l'extérieur, restant visibles lorsque les mâchoires sont fermées, comme celles d'un gavial.
À l'arrière de la bouche, les dents triangulaires sont semblables à celles des cétacés antérieurs, mais dans la plupart des autres aspects, Prosqualodon est relativement avancé. Sa forme corporelle est proche de celle des baleines modernes, avec un cou court et une structure de mâchoire simple, et comme les cétacés modernes, il possède un évent. L'appareil olfactif est réduit par rapport aux formes antérieures, ce qui suggère que son sens de l'odorat était peu développé, se reposant probablement sur son ouïe pour attraper ses proies.

## Liste des espèces
- †Prosqualodon australis Lydekker, 1894 (espèce type) ; de la Formation Castillo du Miocène précoce (Burdigalien) du Venezuela et des Formations Gaimán et Monte León d'Argentine[3].
- †Prosqualodon davidis Flynn, 1923 ; du Miocène précoce (Aquitanien) de Tasmanie, Australie[4].
- †Prosqualodon hamiltoni Benham, 1937 ; de l'Oligocène tardif (Chattien) de la Nouvelle-Zélande[5] ; semble représenter un genre distinct[6].

Des fossiles non assignés à une espèce spécifique ont également été trouvés dans le Calder River Limestone et la Jan Juc Formation d'Australie.
L'espèce Prosqualodon marplesi Dickson, 1964, traitée plus tard comme une espèce du genre Notocetus, a été reclassée comme un parent de Waipatia et a reçu le nouveau nom générique Otekaikea.